# Hechtsforthschleuse
Hechtsforthschleuse ist ein Wohnplatz auf dem Gebiet der Stadt Grabow, benannt nach der gleichnamigen Schleuse an der Elde. Die Ansiedlung liegt etwa fünf Kilometer nordöstlich der Stadt inmitten ausgedehnter Waldungen. Das Schleusenwärterhaus und das Kraftwerk an der Schleuse stehen unter Denkmalschutz.

## Geschichte
Ende des 19. Jahrhunderts wurden aufgrund wachsender Nachfrage nach Schiffstransporten mehrere Abschnitte der Elde ausgebaut und staugeregelt. Ein Bauabschnitt war ein gut acht Kilometer langer Schleusenkanal zwischen Grabow und Neustadt, der im Jahr 1895 in Betrieb ging. Er wurde in zeitgenössischen Quellen Hechtsforthkanal genannt. Die Hechtsforthschleuse entstand am Ende des neugebauten Abschnitts. Der Name, auf Niederdeutsch Häktfort, stammt von einer alten Flurbezeichnung. Aus dem Jahr 1654 ist vom tenß dem Hexforde die Rede, in Quellen aus dem 18. Jahrhundert finden sich Am Hechtsforth oder Am Hechtsfort. Anfang des 20. Jahrhunderts wird Hechtsforthschleuse als Ort genannt.
Nach dem Ersten Weltkrieg wuchs bei Industrie und Bevölkerung der Bedarf an elektrischem Strom. Im Jahr 1920 wurden die Mecklenburgisch-Schwerinschen Landes-Elektrizitätswerke (LEW) gegründet, und eine Reihe von Stromnetzen und Kraftwerken auf dem Land errichtet. Auch die einheimische Wasserkraft sollte dabei genutzt werden, wozu sich die Staustufen an den Schleusen anboten. Ebenfalls im Jahr 1920 begann der Bau des Kraftwerks in Hechtsforthschleuse, 1922 ging es in Betrieb und die Stadt Grabow wurde ans Elektrizitätsnetz angeschlossen. Da die Kapazitäten des Kraftwerks deutlich über dem damaligen Bedarf lagen, wurden durch Werbung und günstige Tarife Kunden aus den umliegenden Dörfern angelockt.
Hechtsforthschleuse wurde auch zum Ausflugsziel der Grabower, eine Ausflugsgaststätte wurde eröffnet. Nach dem Zweiten Weltkrieg wurde diese als Anglerheim von der Grabower Ortsgruppe des Anglerverbands betrieben. 
Im Jahr 1997 ging das Kraftwerk in Privatbesitz über.

## Bauten und Anlagen

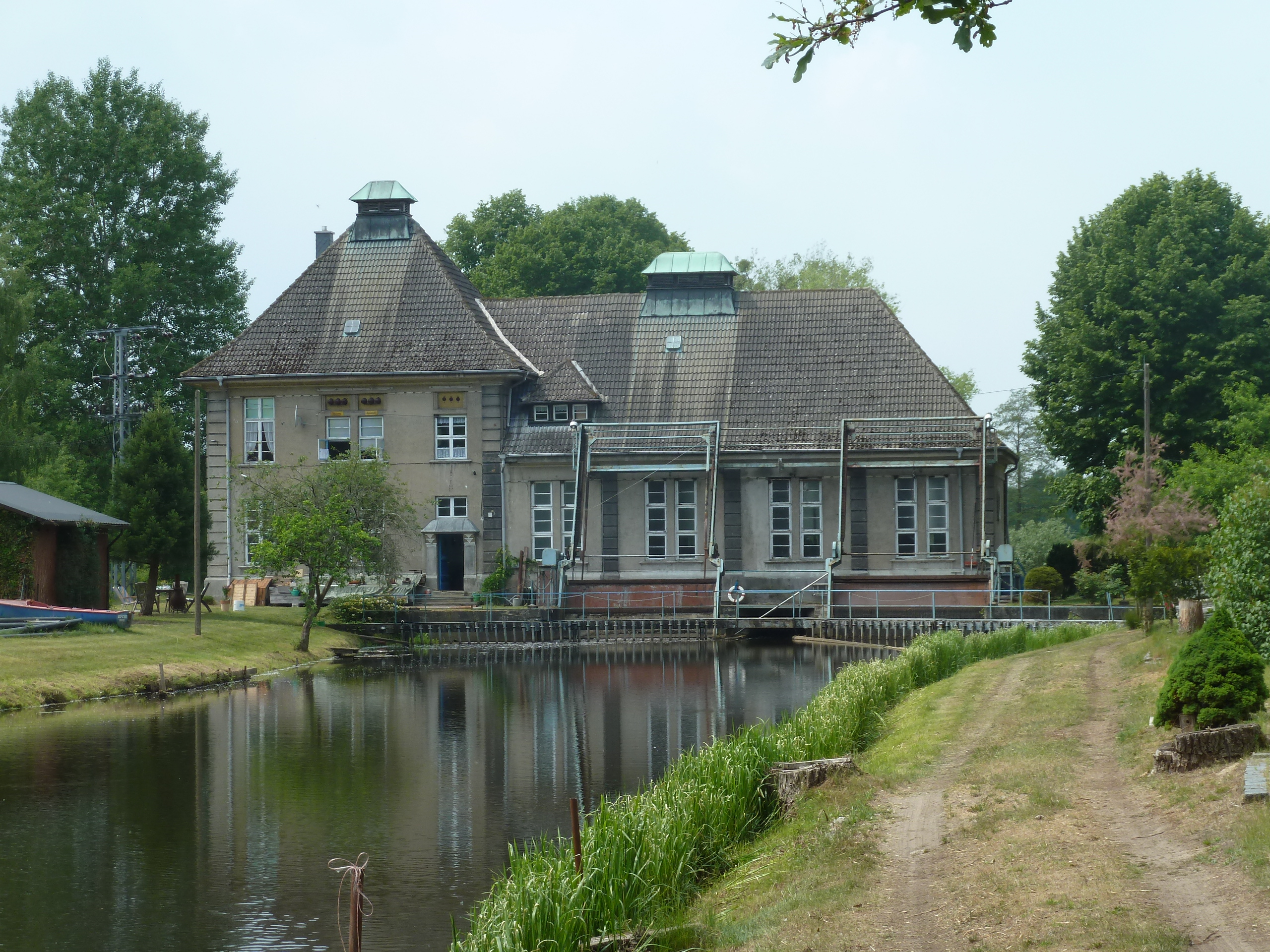
Denkmalgeschütztes Kraftwerksgebäude

Zwischen Neustadt-Glewe und Grabow fließt die Elde vorwiegend in südwestliche Richtung, im Bereich Hechtsforthschleuse annähernd von Osten nach Westen. Im Bereich der Schleuse teilt die staugeregelte Elde sich in zwei Arme, im südlichen Arm befindet sich die Schleuse, der nördliche Arm dient zum Antrieb der Kraftwerksturbinen und fließt unter dem denkmalgeschützten Kraftwerksgebäude. Am Nordufer steht östlich des Kraftwerks ein Wohnhaus. Westlich der Schleuse am Südufer gibt es einige Wohnhäuser, von denen eins bis 2012 als Ausflugsgaststätte genutzt wurde. Daran schließt sich ein kleiner Hafen an, wo einst ein Wasserwanderrastplatz war, der seit mindestens Mai 2017 in Privatbesitz umgewandelt wurde und nicht mehr nutzbar ist. 
Das Kraftwerk verfügt über zwei Vertikal-Francis-Turbinen mit einem maximalen Durchfluss von je 7,5 m³/s (je 190 PS, etwa 140 kW) und ist immer noch in Betrieb. Im Dauerbetrieb kann am Drehstromgenerator eine Engpassleistung von 280 kW bereitgestellt werden. Der Schleusenhub beträgt etwa 2,80 Meter.